# Małgorzata Janowicz
Małgorzata Janowicz, coniugata Kujawa (Szczecinek, 21 gennaio 1962), è un'ex cestista polacca.

## Carriera
Con la Polonia ha disputato i Campionati del mondo del 1983 e due edizioni dei Campionati europei (1983, 1985).